# Paper & Pen Personal Interview
PAPI (skrótowiec z ang. Paper & Pen Personal Interview) – metoda zbierania informacji w ilościowych badaniach rynku i opinii publicznej, bezpośredni indywidualny wywiad kwestionariuszowy.
W badaniach realizowanych metodą PAPI wywiad z respondentem jest prowadzony osobiście, twarzą w twarz, a ankieter odczytuje pytania i notuje uzyskiwane odpowiedzi na kartce z formularzem.
Metoda ta pozwala zawrzeć w kwestionariuszu dużą liczbę pytań badawczych o dużym poziomie trudności i złożoności. Jej kolejną zaletą jest stopień dostępności respondentów i możliwość kontrolowania struktury próby badawczej.
Słabymi stronami tej metody są brak możliwości wykorzystania materiałów multimedialnych oraz brak anonimowości respondenta, a także długi czas realizacji projektu badawczego i wysoki koszt jego realizacji.